# 黒川 (新潟県)
黒川（くろかわ）は、新潟県の主に長岡市を流れる信濃川水系の一級河川。

## 概要
黒川は柏崎市の東頸城丘陵（西山丘陵）を源流とし、小木城川・道満川などを合わせて長岡市与板町岩方で信濃川に左支川として合流する、河川延長30.791 km（キロメートル）、流域面積は150.0 km2（平方キロメートル）の河川である。下流部では田園地帯を流下する。流域は長岡市、柏崎市、三島郡出雲崎町、刈羽郡刈羽村の4市町村にわたる。

## 歴史
明治期の黒川は脆弱な堤防、信濃川からの背水、洪水流下を阻害する上岩井・雲出の堰のため全川にわたり氾濫していた。第1次の河川改修は県が1925年（大正14年）に立案し、内務省が1926年（大正15年）から1933年（昭和8年）にかけ施工したもので合わせて耕地整理も実施したが、これは計画高水流量が114 m3/sと少なく、耕地整理に伴って出水が増加したことにより頻繁に洪水に見舞われていた。このため中小河川改修事業として1953年（昭和28年）に第2次の改修計画を立案し、計画高水流量を390 m3/sとして、実行されたが1951年（昭和36年）8月の豪雨でこれを大幅に上回ったため、計画高水流量を500 m3/sに修正し現在に至る。下流部では与板市街地を貫流する現河川を与板橋上流で信濃川に合流する放水路を掘削して計画高水流量320 m3/sを担わせ、現河川は計画高水流量180 m3/sを担うものとされた。
黒川放水路は1969年（昭和44年）に竣工し、信濃川との合流部では逆流防止のため、新黒川水門が設けられた。また、黒川現川側に旧黒川水門が設けられている。取り残された黒川の市街地貫流区間は旧黒川と名を改め、流入する支川からの水を黒川に排水するため与板排水機場が設けられている。
近年の洪水被害には1995年（平成7年）8月10日の洪水や2004年（平成16年）7月13日の新潟・福島豪雨、2011年（平成23年）7月30日の新潟・福島豪雨がある。

## 主な支川
一級河川に指定されている支川は以下27河川ある。
- 旧黒川（きゅうくろ、延長3.6 km）
  - 千体川（せんたい、延長1.1 km）
  - 蔦都流末川（つたいちりゅうまつ、延長2.3 km）
- 中田川（なかた、延長2.4 km）
- 茶川（ちゃ、延長2.0 km）
- 道満川（どうまん、延長12.598 km）
  - 新道満川（しんどうまん、延長2.26 km）
  - 堺川（さかい、延長5.1 km）
  - 菖蒲川（しょうぶ、延長9.248 km）
    - 樽川（たる、延長2.4 km）
- 小木城川（おぎじょう、延長6.5 km）
  - 逆谷川（さかだに、延長3.5 km）
- 樽井川（たるい、延長0.72 km）
- 払川（はらい、延長0.7 km）
- 長楽川（ちょうらく、延長1.87 km）
- 谷川（たに、延長3.7 km）
  - タタミ田川（たたみだ、延長0.4 km）
- 川久保川（かわくぼ、延長1.8 km）
- 笹川（ささ、延長1.0 km）
- 五百川（いも、延長1.2 km）
- 大積川（おおづみ、延長0.648 km）
- 早刈川（はやかり、延長1.1 km）
- 三島谷川（みしまたに、延長2.4 km）
- 灰下川（はいげ、延長2.0 km）
- 高鳥川（たかとり、延長2.5 km）
- 油田川（あぶらだ、延長2.3 km）
- 大沢川（おおさわ、延長2.2 km）